# Lac Lovozero
Le lac Lovozero (en russe : Ловозеро, en same skolt : Luujäuʹrr, en same du Nord : Lujávri, en finnois : Luujärvi) est un lac de la péninsule de Kola, dans l'oblast de Mourmansk, au nord-ouest de la Russie.

## Géographie
Ses eaux s'écoulent dans le fleuve côtier Voronia, qui se jette dans la mer de Barents. Sa superficie est de 200 km2, sa profondeur moyenne est de 5,7 mètres et sa profondeur maximale 35 m. Les fluctuations annuelles ne dépassent pas 1 m, et la durée moyenne de renouvellement de l'eau est d'environ dix mois. Le lac a un littoral très tourmenté et de nombreuses îles et péninsules. La région montagneuse bordant le lac est appelée massif du Lovozero.
En 1970, deux centrales hydroélectriques ont été construites sur la Voronia à Serebriansk, à environ 100 kilomètres en aval du lac. Le barrage de la centrale a créé un réservoir sur le fleuve, dont la surface est au même niveau que le lac Lovozero, transformant les deux masses d'eau en une seule.